# (7470) Jabberwock
(7470) Jabberwock (1991 JA) – planetoida z pasa głównego asteroid okrążająca Słońce w ciągu 3,46 lat w średniej odległości 2,29 j.a. Odkryta 2 maja 1991 roku.